# Maxime Laubeuf
Alfred Maxime Laubeuf, född 23 november 1864 i Poissy, departementet Yvelines, död 23 december 1939 i Cannes, var en fransk ingenjör. 
Laubeuf, ledamot av Institut de France sedan 1920, är känd huvudsakligen genom sin förbättrade ubåtskonstruktion.